# Алишевские
Алише́вские — польский дворянский род.

## История рода
Род Алишевских из герба Косцеша является ветвью одного общего Pода Ольшевских из герба Косцеша из Польши (в областях к востоку от Польши фамилия развилась от Ольшевский, через Алишевский, затем Альшевский, чтобы снова вернуться к имени Алишевский). Ольшевские из герба Косцеша — это старинный рыцарский род, происходящий от рыцарей Костеша. Рыцарь по имени Костеша получил герб Костеша от короля Польши в 1072 году за храбрость, проявленную в битве при Сноудонии. Это cтаринный мазовецкий шляхетский род. Их предки — наследники поместья Менженино в Цеханове, которые сначала основали второе гнездо — также Менженино в приходе Рутки в Замбровском повете в историческом регионе Ломжа. В 1462 году на территории будущего родового гнезда Ольшевских - Ольшево-Пшиборово (Замбровский район в исторической Ломжской земле) в книгах записан Анджей Менженьский (родовое гнездо - соседний Менженин) с дочерью Доротой и зятем Свяшеком из соседнего Клоски. В 1465 году в Ольшево-Пшиборово уже поселились четыре предка рода Ольшевских, братья рыцарей Косцеша - Анджей, Якуб, Мирзон и Кристин. В 1465 году в книгах появляются упоминания, связанные с поселением последующих рыцарей рода Косцеша (Менженских герба Косцеша из соседнего Менженина), а с покупкой Ольшево-Пшиборово у местных рыцарей рода Бонч уже видны зачатки фамилии, уже в виде зачатков рода Ольшевских герба Косцеша. Со временем ветви семьи мигрировали из Мазовии в Подляшье и дальше за пределы Польши (территории Литвы, Белоруссии, России, Украины).
Точное время переселения рода в Россию не установлено.
27 апреля 1829 года и 12 декабря 1850 года чиновник 9 класса Алексей Павлович Альшевский с потомством (сыновьями Львом и Никандром, дочерьми Евгенией и Александрой, сыновьями Льва Валентином, Апполоном и Евгением и дочерью Людмилой) был внесён во 2-ю часть дворянской Родословной книги Кавказской области, что было утверждено определением Правительствующего Сената за № 2599 от 31 марта 1851 года

## Известные представители
- Иосиф Петрович Алишевский (ум. 12 февраля 1768) – в чине капитана являлся последним командиром Пандурского пехотного полка (1763 – 1764)[2]; в чине премьер-майора был членом губернской канцелярии Новороссийской губернии (1767 –?) [3]; в чине секунд-майора в качестве депутата от шляхетства Жёлтого гусарского полка Новороссийской губернии в 1767 году участвовал в Комиссии по составлению нового Уложения, на которую явился 16 мая 1767 года[4][5].
- Гвардии генерал-майор в отставке Семён Петрович Алишевский (02.02.1919 - 16.03.2015 ) – окончил Первое Московское Краснознамённое артиллерийское училище им. товарища Л.Б.  Красина и Артиллерийскую академию им. Ф.Э. Дзержинского (г. Москва). Участник Великой Отечественной войны. Награждён ордёном Богдана Хмельницкого 2-й ст., двумя орденами Красного знамени, орденом Отечественной войны 1-й ст., двумя орденами Отечественной войны 2-й ст., тремя орденами Красной звезды (в том числе, и за выполнение интернационального долга в качестве военного советника в Египте в 1969–1971 годах), боевыми и юбилейными медалями, почётным памятным знаком «20-летие возрождения ПСОДОР» , , . Действительный член Запорожского Дворянского Собрания

## Герб
Алишевские, следуя за своими предками и семьей из Польши Ольшевскими, используют герб Кошеша в составе Великого рода.